# Siljustøl
Siljustøl is een museum in Yttrebygda, nabij Flesland in de gemeente Bergen, Noorwegen. Het is gewijd aan de Noorse componist Harald Sæverud en werd geopend op zijn honderdste geboortedag op 17 april 1997.
Siljustøl is het voormalige woonhuis van Sæverud. Zijn piano en andere bezittingen zijn in het huis opgesteld zoals hij ze achterliet toen hij in 1992 overleed. Sindsdien kent het huis deels een museum- en een woonhuisfunctie. Het museum is in de zomer op zondagen geopend en verder organiseert het concerten tijdens speciale gelegenheden, zoals op zijn verjaardag. De concerten en andere activiteiten worden georganiseerd door het Edvard Grieg Museum Troldhaugen. Het museum heeft tot doel de kennis over het leven en de muziek van  Sæverud te bevorderen.
Het huis werd gebouwd in 1939 en ontworpen door de architect Ludolf Eide Parr in samenwerking met de componist. Het vormde voor Sæverud een composer cave. Hij haalde veel inspiratie uit de natuur. Het huis staat op een terrein van 17,6 hectare dat deels toegankelijk is gemaakt om in te wandelen.
In 1984 werd het huis en het landgoed ondergebracht in de Marie Hvoslef en Harald Sæverud-stichting die tot doel heeft de Noorse muziek en beeldende kunst te bevorderen. Tevens ziet de stichting erop toe dat het huis zijn allure van bergboerderij behoudt. In 1993 werd het huis inclusief het museum overgedragen aan de gemeente Bergen.